# Nedvězí (Dubá)
Nedvězí (německy Nedoweska) je malá vesnice a část města Dubá v okrese Česká Lípa. Nachází se asi čtyři kilometry jižně od Dubé, v katastrálním území Dražejov u Dubé o výměře 5,08 km².

## Historie
První písemná zmínka o vesnici pochází z roku 1356.

## Obyvatelstvo
Při sčítání lidu v roce 1921 ve vsi žilo 77 obyvatel (z toho 39 mužů) německé národnosti a římskokatolického vyznání. Podle sčítání lidu z roku 1930 měla vesnice 84 obyvatel s nezměněnou národnostní a náboženskou strukturou.

## Pamětihodnosti

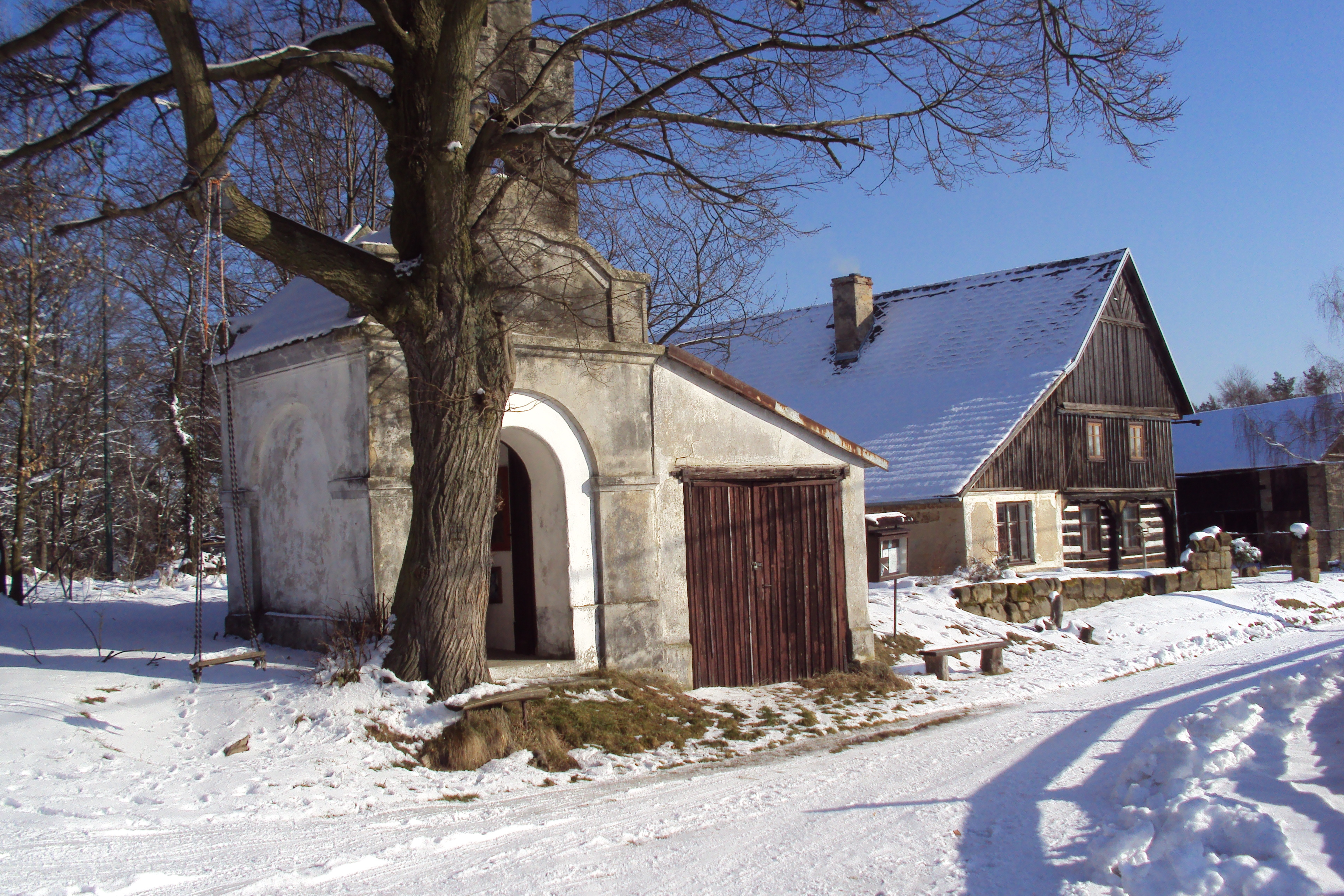
Kaplička v osadě Nedvězí

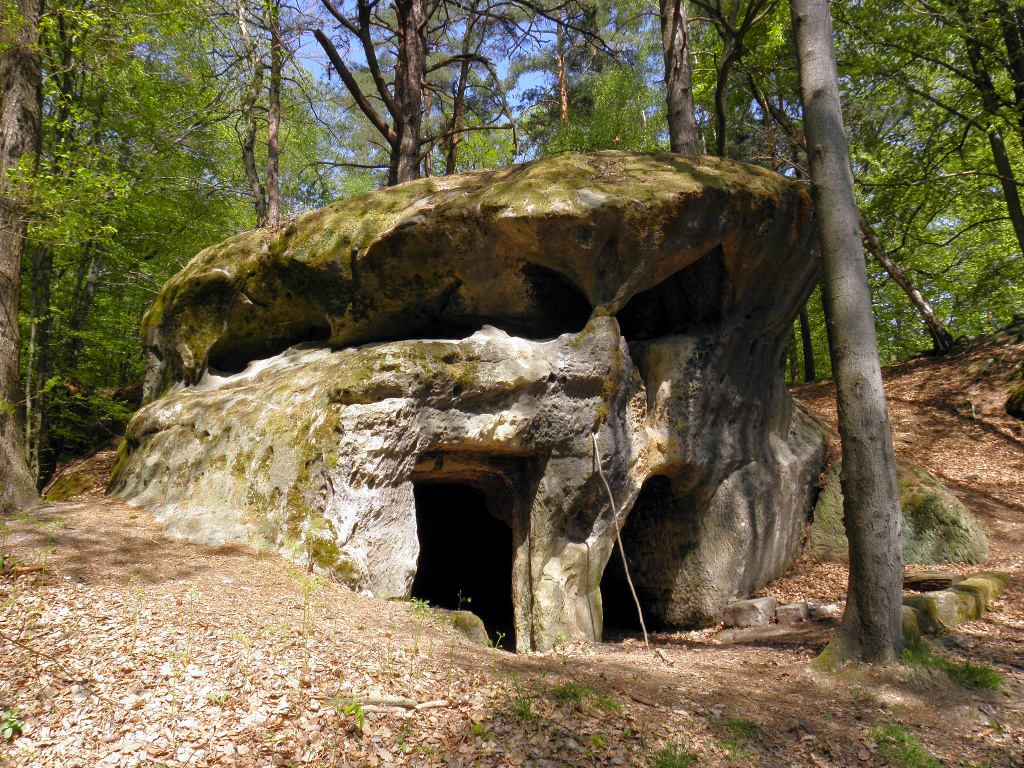
Skalní obydlí Wernerovka

Nad obcí je vrch Nedvězí, místo dalekého rozhledu, přes něj vede červeně značená trasa. Níže do vsi vedou další trasy značené žlutě a modře. Od Dubé ze severu je ves dnes již rekreačního charakteru dostupná po místní komunikaci. Je zde řada stavení lidové architektury. U posledního domu na východním konci osady, při silnici do Dražejova, roste státem chráněný strom – lípa u čp. 24 (lípa malolistá. Část této komunikace do Dražejova je vytesaná ve skále (na začátku zářezu ve směru od Nedvězí je skalní kaplička – skalní okno). Od tohoto místa, asi sto metrů jihovýchodně, je od lesní cesty daleký výhled zvaný Řipská vyhlídka. Asi 250 m jižně od osady (již ve Středočeském kraji, na území obce Medonosy) leží samota Wernerovka, kde stávala hájovna. Poblíž ní je zajímavé skalisko s vytesaným prostorem, který byl příležitostně obýván.